# Ovatus minutus
Ovatus minutus är en insektsart som först beskrevs av Van der Goot 1917.  Ovatus minutus ingår i släktet Ovatus och familjen långrörsbladlöss. Inga underarter finns listade i Catalogue of Life.